# Elden Campbell
Pour les articles homonymes, voir Campbell.
Elden Campbell, né le 23 juillet 1968 à Los Angeles, en Californie, est un ancien joueur américain de basket-ball. Il évoluait au poste de pivot ou d'ailier fort.

## Palmarès
- Champion NBA en 2004 avec les Pistons de Détroit.

## Pour approfondir